# Gampel-Bratsch
Gampel-Bratsch est une commune suisse du canton du Valais, située dans le district de Loèche.

Photo aérienne (1955).

Elle est née de la fusion des communes de Gampel et Bratsch, effective depuis le 1er janvier 2009.